# ロッティ・ドッド
シャーロット・"ロッティ"・ドッド（Charlotte "Lottie" Dod, 1871年9月24日 - 1960年6月27日）は、イングランド・ベビントン出身の女子テニス選手。短縮形を用いた「ロッティ・ドッド」の名前で最もよく知られる。1887年のウィンブルドン選手権に「15歳10ヶ月」の最年少優勝記録を持つ選手として知られる。ウィンブルドン選手権の女子シングルスでは1887年・1888年・1891年-1893年（大会3連覇）の5度優勝した。兄はアーチェリー選手のウィリアム・ドッドであり、彼女も1908年ロンドン五輪のアーチェリーで銀メダルを獲得している。

## 来歴
ウィンブルドン選手権は1877年に創設されたが、女子シングルスはそれから7年後の1884年に第1回の競技大会が行われた。したがって、ドッドは第4回大会の優勝者にあたる。当時のウィンブルドン選手権では、試合方式も現在とは大きく異なり、「チャレンジ・ラウンド」（Challenge Round, 挑戦者決定戦）を勝ち抜いた選手と大会前年優勝者が決勝を戦う「オールカマーズ・ファイナル」（All Comers Final）方式を採用していた。1887年の大会で、ドッドはチャレンジ・ラウンドを勝ち上がり、前年優勝者のブランチ・ビングリーを 6-2, 6-0 で破って初優勝を飾った。これが「15歳9ヶ月」の女子テニス史上最年少優勝記録であるが、当時はテニス競技自体が黎明期にあり、テニス人口もまだ少なく、競技方式も現在とは大きく異なっていた。
ドッドは1888年、今度は前年優勝者としてチャレンジ・ラウンドの優勝者を待ち、前年と同じブランチ・ビングリーを 6-3, 6-3 で破った。この年からビングリーは既婚選手として「ブランチ・ビングリー・ヒルヤード」（Blanche Bingley Hillyard）と名乗っている。1889年と1890年の2年間、ドッドはアイスホッケーとアーチェリーの英国代表選手としてプレーしたため、一時的にウィンブルドン選手権を退いた。それから再びテニスに戻り、1891年-1893年までウィンブルドンに大会3連覇を成し遂げたが、決勝戦の相手はすべてビングリーであった。したがって、ドッドは通算5度の優勝のすべてをビングリーと決勝対決したことになる。
その後ドッドはテニス界を退き、ゴルファーに転向する。ゴルファーとしても実績を残し、1904年に「全英女子アマチュアゴルフ選手権」(British Ladies Amateur) で優勝した。1908年には再度アーチェリーに挑戦して、ロンドン五輪で銀メダルを獲得している。多芸多才な女子スポーツ選手であったことから、ロッティ・ドッドには“The Little Wonder”（小さな奇跡）というニックネームがつけられた。ドッドは長寿にも恵まれ、1960年6月27日に88歳で長逝した。23年後の1983年に国際テニス殿堂入りしている。

## 主な競技成績
- ウィンブルドン選手権・女子シングルス：5勝（1887年・1888年・1891年-1893年） ［1887年の初優勝は15歳9ヶ月、大会最年少記録］
- 全英女子ゴルフ選手権：1904年優勝
- 1908年ロンドンオリンピック：アーチェリー・ナショナル・ラウンド60y, 50y団体銀メダル